# 未成年 (テレビドラマ)
『未成年』（みせいねん）は、TBS系列の「金曜ドラマ」枠（毎週金曜日22:00 - 22:54、JST）で1995年10月13日から12月22日まで放送された日本のテレビドラマ。主演はいしだ壱成。
同年代の若者5人を中心に、青春の過程で起こる様々な苦悩と葛藤を生々しく描いたこの作品は、出演芸能人の出世作としても知られている。後年歌手として大ブレイクした浜崎あゆみの数少ない女優出演作のひとつでもある。全11回。

## 概要
野島伸司が脚本を手がけた1993年の『高校教師』、1994年の『人間・失格〜たとえばぼくが死んだら』と、このドラマを合わせて、一般的に『TBS野島三部作』という。後年の『聖者の行進』（1998年）などを含む場合は、『TBS野島伸司シリーズ』という。
若者の青春群像劇として人気を獲得。平均視聴率は20.0%、第8回は最高視聴率23.2%（関東地区 ビデオリサーチ調べ）を記録した。
本放送では「罪を犯した登場人物が未成年であるにもかかわらず容疑者として実名・顔写真がニュースで公開される部分」を、ビデオ・DVD版では別のカットに差し替えている。
後年、中居正広は本作を「慎吾が出てたドラマの中で一番好き」と絶賛している。但し、2015年6月27日に放送された『音楽の日』にSMAPとして出演した時、SMAPメンバー主演のドラマ特集と称し、本作品の映像が流れた際に香取演じる室岡仁の愛称の「デク」を、同じく香取が主演を務めたドラマ『ドク』と言い間違えるハプニングがあり、司会の安住紳一郎（TBSアナウンサー）から「『ドク』は他局です！」とツッコまれる一幕がある。
主題歌や挿入歌にはカーペンターズが使用され、ベスト盤の売り上げも好調で、再びスポットが当たるきっかけとなった。また、第1回の放送では、当時結成されたばかりのTHE HIGH-LOWSのライブ会場でロケが行なわれた。

## 登場人物
本作は過去の野島作品出演者が多数出演している。
また、新村萌香役の桜井幸子は、野島三部作全作に出演している。

### 主要人物
戸川博人（とがわ ひろと）
演 - いしだ壱成
主人公。通称ヒロ。18歳。東京開叡高校の3年D組の生徒。出来のいい兄とは表向き仲は良さそうだが、内心コンプレックスを抱いている。また長年父から兄と比べられてきたことが影響して、現在は何事にも無気力で世の中を冷めた目で見ている。友達思いだが喜怒哀楽のはっきりした性格で、怒ったかと思えば直後に涙するなど感情の落差が激しい所がある。萌香に出会った直後に恋心を抱き、その後彼女が兄の恋人と知るが片思いを続ける。インディ・ジョーンズと考古学が好きで、自室には同作の映画ポスターやはにわを模した置物も飾っている。デクの事件後、仲間と共に金山町(福島県)にある廃校で逃亡生活を送る。最終回で萌香を失う。
室岡仁（むろおか じん）
演 - 香取慎吾
通称デク。18歳。幼い頃、頭に深い傷を負った知的障害者。動物好きで陽気で心優しい性格。好奇心旺盛なことに加え良くも悪くも行動力があるため、仲間との行動時にフラッとどこかへ行くこともしばしば。学校には行っていない。知的レベルは小学校低学年ぐらいで、普段は短い単語やジェスチャーで周りの人と会話している。ゲーム パチンコが得意。『オバケのQ太郎』のキャラクター・O次郎（Q太郎の弟）の絵が大きく描かれたTシャツと、SCARED GUY（スケアード・ガイ）のTシャツがトレードマーク。また、おもちゃの腕時計とカメラを携帯している。
物語の冒頭で、格闘ゲーム機で偶然ヒロと対戦して親しくなり、彼の高校の敷地内で放課後近くになると待ち伏せするようになる。子ども達がカメに爆竹を付けて爆発させようとした所を間一髪で飛び込みその亀を助けたことが原因で、それ以降いじめのターゲットとされ、石を投げつけられたり万引きを強要されたりする。この時のカメをペットとして飼い始め、竜宮城に憧れるようになる。第8話で五郎からもらった拳銃で銀行強盗傷害事件を起こす。
坂詰五郎（さかづめ ごろう）
演 - 反町隆史
通称ゴロ。18歳。ヒロの中学時代の同級生で暴力団の構成員。それゆえに口より先に手が出ることもあるが、義理人情に厚く、嘘や曲がったことが大嫌い。中学時代、学校で濡れ衣を着せられた時にヒロが庇ってくれた事から、ヒロには強い恩義と信頼を寄せている。またこの頃、傷害事件を起こして少年院に入っていた。ソープ嬢のアリサと同棲し、近いうちに堅気になることを考えている。学校にほとんど通っていないためか、漢字が読めない欠点もあり、就職活動では苦労する。後日、花の配送センター「アイリーフラワーセンター」で働き始める。子供の頃の将来の夢は、漁師。アリサの写真入りロケットペンダントを身に着けている。堅気の仕事を始めた後、職場に刑事が来るようになったことと、同僚に背中の刺青を見られたことで職場に居づらくなり、ヒロたちの逃亡に加わる。
10話のラストで警察官に撃たれ死去したと思われていたが、11話のラストシーンで、実は生きていたことが発覚。
神谷勤（かみや つとむ）
演 - 河相我聞
通称・優等生。18歳。有名進学校に通う高校3年生。かなり成績優秀で、東京大学理科一類の模試でA判定を取っている。自身の痴漢騒動でヒロが巻き込まれたことで知り合い、恋心を抱く瞳との交際に協力してもらったことで親しくなる。理屈っぽい性格でプライドが高いが、母親の前ではいい子を演じている。趣味はクロッキーで、作中では主に瞳を描いている。子供の頃の将来の夢は、バスの運転手。
母親からの過剰な期待と溺愛にがんじがらめになり、葛藤する。瞳と恋人関係になるが、彼女から妊娠の話を聞いて悩み始める。以前から現代社会が抱える問題などについて深く考えているが、逃亡生活する中で徐々に社会への不満を募らせていく。（その影響で五郎に発砲したことがある。）
田辺順平（たなべ じゅんぺい）
演 - 北原雅樹
通称インポ。18歳。ヒロのクラスメイトで野球部所属。お調子者でスケベで鈍くさいが、臆病な性格なことから卑怯な行動を取ることがある。野球部の練習で大変なのか、授業中は早弁や居眠りをしていることが多い。野球部の練習に熱心だが補欠で、夏の甲子園の地区大会前にベンチ入りとなる。
高校1年生の頃から加代子に片想いしているが、基本的に女好きで他の若い女性やエッチな写真を見るたびに興奮している。（4話など）実家は精肉店で、将来は店を継ぐ予定。その後ヒロとの友情と加代子への愛情との狭間で気持ちが揺れ動く。部屋には女性の裸体のポスターが張ってある。
新村萌香（にいむら もか）
演 - 桜井幸子
ヒロイン。通称モカ。21歳。同光大学文学部心理学科の大学2年生。ひょんなことからヒロと知り合うが、後日辰巳の恋人と判明する。ヒロの家庭教師を頼まれて、週3日戸川家に訪れるようになる。先天性の心臓病を抱え、胸には手術の痕が残る。中学1年生で心臓の手術を受けた後、療養所で生活したため高校に行けず大学検定合格を経て大学生となった。病気の影響で、冒頭では辰巳とはキスまでの関係。現在は恋人の辰巳にも病気のことを隠しながら、定期的に病院で検査や薬物治療を受けている。
大らかで母性的な性格であるが、根は頼もしく、デクをいじめていた小学生をドスの利いた言葉で一喝した。障害があるデクに対し、「私と同じく大きな傷がある」として共感している。主治医・見城からは「とても純粋で頑張り屋な性格」と評されている。自身の境遇から「冒険」を夢見る。子供の頃の将来の夢は、アシスタント。その後色褪せた人生を送りたくないとの思いや、ヒロを愛する気持ちに気づいたことから彼の逃亡生活に加わる。
11話で心臓病で死去したという描写はあるものの、ラストシーンでカメラで５人を撮影するシーンがある（幽霊的描写）
安西加代子（あんざい かよこ）
演 - 遠野凪子
通称カー子。18歳。ヒロと順平のクラスメイトで、彼らとは高校3年間同じクラスに所属してきた。高校卒業後は一人暮らしするため、ファストフードでバイトをしている。男にだらしのない母に苛立つが、学校に内緒で自身も売春に手を出し女子大生と偽ってデリヘルでバイトをしている。ヒロに行き過ぎた片想いをしており、一方的に萌香をライバル視したり、彼の気を引く為に順平などを利用し始める。
アリサ（ありさ）
演 - 朝岡実嶺
21歳。五郎の恋人でソープ嬢。「みやこ荘」という安アパートで五郎と質素な生活を送っている。思いやりのある性格で恋愛に関しては一途で、五郎の身を常に案じている。五郎を好きになった理由は本人も分からないとのことだが、「五郎ちゃんといるだけで幸せ」と感じている。ヒロや順平に恋愛の相談に乗り、一人の女性として色々と助言する。五郎がヤクザから足を洗った後、婚約する。7話で五郎が刺されそうになったのを庇って死去した。（享年21）。
田畑瞳（たばた ひとみ）
演 - 浜﨑あゆみ
通称ひとみ。18歳。有名女子校に通う令嬢。勤と恋人関係となった直後、以前勉強を教わっていた家庭教師との間に出来た子供を身篭っていることが判明する。バレエ教室に通っている。政治家としての体裁を気にする洋造に反発し、自分の考えを主張するなど強気な所もある。その後勤と自身の親から交際を快く思われず、赤ん坊の命の危険も感じたことから彼と共にヒロたちの逃亡生活に加わる。その後冬を迎えた頃に35周目の早産の兆候が現れる。

### 主要人物の身内
戸川辰巳（とがわ たつみ）
演 - 谷原章介
22歳。大学4年生。ヒロの兄で萌香の恋人。萌香と同じく同光大学に通い、ラグビー部主将を務める。弟思いな性格で容姿端麗で勉強もスポーツも優秀な万能人間で、ヒロに対して「やる気を出していないだけで、やればできる」と評している。しかし本性は冷酷で、萌香に隠れて“ゆり”という女子大生とも関係を持っている。
冒頭では大学ラグビー部の合宿所で暮らしており、恋人の萌香を家族に紹介するため久しぶりに帰宅する。ポジションは、スタンドオフ。作中では、神戸製鋼所ラグビー部から誘われるほどの実力がある。大学卒業後もラグビーを続ける予定で、萌香にアスリートの妻として食事の管理や精神的支えとなってくれるようプロポーズする。
戸川芳史（とがわ よしふみ）
演 - 西岡徳馬
55歳。ヒロと辰巳の父。妻と離婚しており、現在は食事の世話などは家政婦にしてもらっている。大学時代ラグビーの日本代表選手に選ばれたことがあり、現在はラグビー連盟の理事を務める。出来のいい辰巳に目をかけ、ヒロを歯痒く思っている。ヒロについて「いつも何かに不満そうな顔が、別れた妻にそっくり」と快く思っていない。ヒロによると「時々ネチネチと嫌味ったらしく小言を言ってくる」とのこと。
新村武郎（にいむら たけお）
演 - 宇梶剛士
萌香の兄。警視庁富士見警察署刑事。アパートの202号室で萌香と二人暮らししている。刑事だった父親がヤクザ同士の争いに巻き込まれて殉職したため、ヤクザを強く憎んでいる。特に五郎に対しては敵対心を抱き、作中で彼が傷害事件を起こしてから目をつけ始める。萌香を大事に思っているが仕事では暴力も辞さない人物で、容疑者の取り調べでは恫喝したり眠らせないなどの手荒い方法を使う。また、「一度罪を犯した者は罪悪感が薄れて同じ犯罪を繰り返す」という考えを持つ。ヒロたちの逃亡生活では、“萌香が彼らに無理やり人質として連れて行かれた”と疑い、捜査にあたる。
神谷真紀子（かみや まきこ）
演 - 高林由紀子
勤の母親。夫は海外に単身赴任しており、勤と都内のタワーマンションで暮らしている。勤に対して非常に過保護で、息子を“さん”付けで呼んだり「私がいないと何にもできない」と思っている。勤が東大に合格することを生きがいにしている。夫に愛人がおり夫婦仲は冷え切っている。物語の前半で勤と親しくする女性(瞳)の存在に気づくが、自身と息子との生活にとって邪魔な存在と認識する。言葉遣いは上品で一見すると穏やかだが、勤に期待するあまり徐々に常軌を逸した行動を取り始める。（瞳の子供を殺害しようとするなど）
室岡邦博（むろおか くにひろ）
演 - 六平直政
デクの父親。自宅で小さな町工場「室岡製作所」を営むが、現在は不景気で業績が悪く借金に苦しんでいる。数年前の景気が良かった頃は従業員が6人いたが、現在は自身と1人の外国人労働者で作業をしている。優しい性格のデクを可愛がっている。ちなみに自宅1階には、「クロード」と「ピヨ吉」と名付けた2羽のヒヨコを飼っている。
室岡貴子（むろおか たかこ）
演 - 山本道子
デクの母親。専業主婦。日常の家事に加えて、毎日外出するデクのために弁当を作って持たせている。夫の工場に融資の返済の目処を聞きにやって来る銀行員への気苦労が絶えない。悪い人ではないが、現在は上記のお金のことや今後の生活への不安などから、夫やデクに対してつい語調がきつくなることがある。
田辺保（たなべ たもつ）
演 - 阿南健治
順平の父親。夫婦で肉屋を営んでいる。江戸っ子気質な性格。妻から順平が店を継ぐつもりらしいという話を聞いて喜ぶ。事件後の親たちの集まりでは、事件を起こした順平のことを嘆き、主犯とされるデクの父・邦博に厳しい言葉をぶつける。
田辺波子（たなべなみこ）
演 - 大井小町
順平の母親。
田畑洋造（たばた ようぞう）
演 - 勝部演之
瞳の父親で、国会議員。議員としての地位を大事にしており、イメージダウンを恐れている。物語の中盤で知らぬ間に瞳が妊娠していたことを知り激昂する。翌年に選挙を控えている。瞳から「保身のためなら何でもする人」と評されている。娘のことを可愛がってはいるが、父親より政治家としての判断を優先することがある。プライドが高く一般人に対して横柄な態度を取り、見下すような発言をしている。
田畑裕子（たばた ゆうこ）
演 - 田島令子
瞳の母親。裕福な生活をしており家事は雇っている家政婦に任せている。揉め事や暴力行為は嫌いで、瞳の妊娠を知って立腹する洋造とそれに反発する娘との間でうろたえる。政治家の妻として洋造を支持する立場を取り、瞳のことよりまず田畑家の将来を心配する。
安西真理子（あんざい まりこ）
演 - 高沢順子
加代子の母親。自宅の1階でスナック「来夢」(らいむ)を経営し、バーテンと2人で店を切り盛りしている。素行の悪そうな中年男と付き合っており、時々客として訪れる彼と2階の自室で男女の関係を持っている。また彼の気持ちを離さないため、以前加代子を抱かせたこともある。加代子からは「化粧で若作りしてるけど結構年いってる」とのこと。男にだらしないことから加代子に嫌われており、第三者の前では「あの人」呼ばわりされている。

### その他
見城雅宏（けんじょう まさひろ）
演 - 小木茂光
心臓外科医。萌香の主治医。幼い頃から目をかけ、萌香が中学1年生の頃に心臓に人工弁を付ける手術を担当し、10代の頃に情操教育を施し、現在も彼女の診察や体調面での相談に乗っている。数年前の事故により先立たれた妻との間に、来年幼稚園に入園予定の娘がいる。物語の中盤で倒れた萌香に付き添ったヒロが親族同然ということから彼女の病気について伝える。後日、娘には母親が必要との考えから、性行為や出産が難しい萌香に“疑似夫婦”という形での結婚を提案する。
梅原幹雄（うめはら みきお）
演 - 寺田農
53歳。テレビ局のワイドショー番組のプロデューサー。ただし、芸能人の不倫などのくだらないネタを扱うことにうんざりしている。また、他人の失敗や不幸が好きな日本人や、それをネタにしているマスメディアのことを自嘲を込めて嫌っている。番組の視聴率を取るためにはモラルのない行動もお構いなしにやってのける人物。少々の沙織からは、「私好みの渋い男で、ちょっと冷たいけど仕事がバリバリできる人」と評される。団塊の世代で大学生時代の学生運動により講堂に立てこもった経験がある。このことから、銀行強盗傷害事件を起こしたヒロ達に対して強いシンパシーを抱く。後日逃亡生活中のヒロと電話で話すことに成功するが、視聴率アップを狙って彼の話を大げさに解釈しようとする。
千野沙織（ちのさおり）
演 - 大寶智子
萌香の大学の友人。サバサバした明るい性格で、萌香の恋愛にアドバイスするなどしている。将来はマスコミ業界への就職を志望し、物語中盤で就活の一環としてテレビ局の梅原の下でアルバイトを始める。梅原から「うちのテレビ局の内定をやる」との条件を出されてヒロたちの潜伏先に向かい、後に彼らにとって大事になる裏切りを働く。
谷村（たにむら）
演 - 山崎一。
ヒロ、順平、加代子が所属する3年D組の担任。やる気のないヒロにも親身になって進路相談に乗り、彼が興味を持った白凰大学へ推薦合格させようとする。しかしヒロのことを快く思わない年上の教師から、彼がヤクザ組織に所属する五郎と関係があることを理由に推薦進学を辞退させるよう告げられ、断念してしまう。
牛島洋平（うしじま ようへい）
演 - 森本レオ
白凰大学文学部考古学教授。教授を引き受ける際、「推薦入試で気に入った生徒がいれば、直接合格者として選んで良い」との条件を飲んで、新設の白凰大学に招かれた。推薦入試で面接を受けるヒロの試験官を担当。ちなみに谷村から「白凰大学には良い講師陣が揃っている」と評され、同大学のパンフレットでは「推薦入試では、筆記より面接を重視する」と記載されている。ヒロ同様にインディ・ジョーンズ好きなことから、面接時に彼と意気投合する。
小池唯一（こいけ ゆういち）
演 - 浅野和之
洋造の秘書。妊娠中の瞳が階段から落ちて入院した後、洋造と共に病院に駆けつける。その時、直後に現れた勤と洋造とのトラブルを目の当たりにする。表向きは実直で仕事に真面目な性格だが、実際には狡猾で策士的な人物。瞳がヒロたちとの逃亡した後、スキャンダルとなることを恐れる洋造に「大事な一人娘を拉致された悲劇の父親としてマスコミに訴えるべき」と提案する。
くまざわ しんじ
演 - 佐戸井けん太
世田谷区にある“ひまわり銀行”玉川支店の銀行員。36歳。室岡製作所の融資金回収を担当。返済期日を過ぎた邦博のもとに訪れて、厳しい言葉を用いて早急に支払うよう催促する。障害者のデクのことを「あんな息子」呼ばわりするなど口が悪い。ある日銀行にいた所、拳銃を持ったデクが警備員と揉み合いになり、偶発的に発射された弾が腹部に当たり重体となる。
泉哲也（いずみ てつや）
演 - 川上泳
暴力団組織・きはら組組員。五郎の兄貴分で、これまで実の弟のように可愛がってきた。34歳。港区在住。五郎からヤクザから足を洗うと聞き、最後の仕事として2人で組織を裏切った上で他者との違法薬物の売買取引の仕事を持ちかける。しかし最初から五郎を裏切るつもりで、「一緒に海外に高飛びしよう。金は後日取りに来い」と告げ、一人でタイのバンコクに脱出する。ちなみに自身の拳銃は、その後五郎、デク、勤、ヒロに使われることとなる。
水上 (みずかみ)
演 - 小川信太郎
順平が所属する野球部の部員。学年は順平より下。順平曰く野球部のエースピッチャー。表向きには明るく爽やかな生徒として振舞っているが、実際には残忍かつ狡猾な面があり、甲子園出場を賭けた都大会の決勝戦で順平がミスを侵して 甲子園出場を逃した事を根に持ち、他の部員達と共謀して順平をリンチした。それを知った五郎が高校に乱入し、水上の顔面を殴打した末に利き腕の骨をわざと折った 。

## スタッフ
- 脚本 - 野島伸司
- 音楽 - 千住明
- 演出 - 吉田健、加藤浩丈、金子与志一
- 演出補 - 松原浩
- プロデュース - 伊藤一尋

## 主題歌
主題歌、挿入歌共にカーペンターズの楽曲が使用されている（ドラマのヒットを受けて発売されたベスト盤は300万枚のセールスを記録した）。

### オープニング、エンディング
『Top of the World』
オープニング（最終話以外）。エンディング（最終話のみ）。
『I Need To Be In Love』（邦題：青春の輝き）
エンディング（第8話と最終話以外）。オープニング（最終話のみ）。
『Desperado』（邦題：愛は虹の色）
エンディング（第8話）。第9話で瞳が赤ん坊を出産し、勤たちが喜ぶシーンの挿入歌としても流れる。

### 挿入歌
『For All We Know』（邦題：ふたりの誓い）
第2話で河川敷で萌香と待ち合わせしたヒロが、高校から現地に向かうシーンのBGMとして使われる。
『A Kind of Hush』（邦題：見つめあう恋）
第5話でヒロとデクと萌香の3人が、後楽園ゆうえんちで様々なアトラクションに乗るシーンのBGMとして流れる。
『Superstar』
第10話でクリスマスイヴのヒロと萌香の2人きりのシーンのBGMとして流れる。
『Yesterday Once More』
最終話の後半のヒロが警察に連行されるシーンから、仲間との回想シーンのBGMとして流れる。

### その他劇中曲
第1話
『ミサイルマン』
作詞・作曲：甲本ヒロト／1995年にTHE HIGH-LOWSが歌唱した。
THE HIGH-LOWSのライヴ会場で観客たちがこの曲で盛り上がる中、コンサートスタッフのバイトするヒロと、観客の萌香が出会う。
『カノン』
作曲：J.パッヘルベル
瞳がバレエ教室で練習するシーンのBGMとして使われる。第9話では勤が、逃亡生活中の廃校にあるラジカセでこの曲を聴く。
第3話
『氷雨』
作詞・作曲：とまりれん／原曲は1977年に佳山明生が歌唱し、1982年には日野美歌のカバーもヒットした。
真理子のスナックの客が、店内カラオケで歌う。
『ど根性ガエル』
作詞 - 東京ムービー企画部／作曲 - 広瀬健次郎／原曲は1972年の同名アニメのオープニングテーマとして、石川進・荒川少年少女合唱隊が歌唱した。
上記の客の後にデクとヒロがカラオケで歌う。
第5話
『コロベイニキ』(コロブチカ)
原曲は、ロシアの歌曲。
作中では、デクが遊ぶゲームボーイ(1989年に発売された携帯型ゲーム機)のテトリス)のBGMとして流れる。
『汽車ポッポ』
作詞 - 富原薫／作曲 - 草川信／原曲は1945年に川田正子が歌唱した。
遊園地に遊びに来たデクと萌香が列車の乗り物を待つ間、向かい合って繋いだ両手を左右に揺らしながらこの歌を歌う。
第6話
『赤とんぼ』
作詞 - 三木露風／作曲 - 山田耕筰／原曲は1920年代に発表された童謡。
ヒロの自宅に訪れたデクが、庭で落ち葉を見ながら歌う。
第9話
『オクラホマミキサー』
日本でフォークダンスの曲として知られる。
過去の運動会で使用された音声テープをデクが見つけ、その後廃校の庭でこの曲に合わせてヒロと萌香がフォークダンスを踊る。
第10話
『兄弟船』
作詞 - 星野哲郎／作曲 - 船村徹／原曲は1982年に鳥羽一郎が歌唱した。
五郎が、仲間たちに子供の頃の夢を話したあと歌う。
『赤鼻のトナカイ』
作詞・作曲 - ジョニー・マークス／日本で有名なクリスマスソングの一つ。
ある夜ヒロたち仲間で雑談した所、その日がクリスマスイヴだと気づき、デクがこの歌を歌い出したのをきっかけに皆で歌う。

## エピソードリスト
- 本項にある隠れ家について。五郎が所属するヤクザ組織が、過去に地上げをして手に入れた雑居ビルの一室(葵卓球場)のこと。しかしその後バブル崩壊により資産価値がなくなり廃墟状態となった模様。2階に卓球場があり、第3話で五郎が博人たちを案内して以降、彼らの隠れ家として利用され始める。ほどなくして博人たちを通じて萌香・瞳・加代子なども時々訪れるようになる。

| 話数 | エピソードタイトル         | 初回放送日 | 演出       | 視聴率 |
| --- | -------------------------- | ---------- | ---------- | ------ |
| 第1話 | 赤い傘の兄貴の恋人         | 10月13日   | 吉田健     | 21.1%  |
| 1995年夏、東京で暮らす高校3年生の戸川博人（ヒロ）は、これまで父から出来のいい兄・辰巳と比べられ、兄にコンプレックスを抱いていた。ヒロは何事も無気力で卒業後の進路も決まっておらず、野球部員の田辺順平や同じクラスの安西加代子と雑談を交わして日々を過ごす。またヒロは、中学時代の同級生で暴力団構成員の坂詰五郎と再会し、ひょんな事から知的障害を患う室岡仁（デク）とも出会う。女子大生の新村萌香と出会ったヒロは好意を抱くが、直後に彼女が兄の恋人であることが判明する。驚くヒロだったが「いや俺にもまだ脈はある」と前向きに考え直し、片思いを続けることに。 |                            |            |            |        |
| 第2話 | 彼女のハートにダイビング   | 10月20日   | 吉田健     | 19.3%  |
| 辰巳が弟の進路を心配して萌香に家庭教師を頼むと、彼女と会える口実ができたヒロは胸を踊らせる。ヒロは萌香に好きだと伝えてみるが、「私はあなたのお兄さんの恋人だから」と受け流される。有名進学校に通う神谷勤と出会ったヒロは、彼が片思いする有名女子校に通う令嬢・田畑瞳との橋渡しを頼まれる。ヒロたちの協力により勤は瞳との交際が成立し、これを機にヒロ、順平、五郎、デク、勤（以下、彼らのことは仲間と表記)は友人関係となる。放課後に隠れ家などでくだらない会話やバカをやり始めるヒロたちだったが、皆それぞれ悩みを抱えていた。 |                            |            |            |        |
| 第3話 | 俺達のクソッタレ人生       | 10月27日   | 金子与志一 | 16.9%  |
| 順平は同級生の安西加代子に密かに片思いをしているが、当の加代子はヒロの事が好きだった。また一見恵まれていそうな勤も、受験勉強のストレスや母の過保護に人知れず悩んでいた。さらに勤は、瞳から以前関係を持った家庭教師の子を身ごもっていることを告げられる。ヒロはある日怪我をして現れたデクを見て“慌てて転んだんだろう”と思うが、実は小学生集団によるイジメが始まっていた。順平が所属する野球部が夏の甲子園の地区予選を勝ち進み、後日決勝戦の終盤で彼に見せ場が訪れる。しかしエラーをした順平は英雄になり損ねて甲子園出場を逃し、客席のヒロたちはその不運に言葉を失うのだった。 |                            |            |            |        |
| 第4話 | 汚ねェ大人になるように     | 11月03日   | 金子与志一 | 17.1%  |
| 進路への不安を感じたヒロは、萌香につい八つ当たりして言葉でイライラをぶつけてしまう。順平を励ますため仲間で海に訪れるが、彼の体に複数のアザを見つけた五郎は部員からの暴行の事実を知る。翌日順平の高校に訪れた五郎は、独断で加害者に怪我を負わせて逮捕されてしまう。校長たちから五郎との関係を問われたヒロと順平は、退学を恐れて「知らない」と嘘をつく。五郎と面会した恋人・アリサはヒロに会って、「俺のことは気にすんな」との伝言を伝える。五郎への裏切りを恥じたヒロは、萌香に先日の謝罪と共にその日の出来事を打ち明けて心を癒される。 |                            |            |            |        |
| 第5話 | サヨナラ僕の友だち         | 11月10日   | 加藤浩丈   | 17.7%  |
| 7月、順平はアリサに恋愛相談をすると、ヒロへの嫉妬心から「恋人をヒロに取られた」と嘘をつく。勾留を解かれた五郎は“恋人を取った”というヒロを殴るが、嘘を後悔した順平に罵られて傷心し、ヤクザの兄貴分とつるみ始める。デクは小学生の命令でドブ川に入らされた所、偶然通りかかった萌香に助けられ、ようやくイジメから解放される。夏休みになり萌香と遊園地に訪れたヒロは、彼女が抱えている心臓病のことを偶然知ってしまう。萌香から「辰巳に一度だけ抱かれたい」と言われたヒロは彼女の体を心配するが、死を覚悟の上と聞いて何も言えなくなる。 |                            |            |            |        |
| 第6話 | 俺はあなたを愛してる       | 11月17日   | 吉田健     | 22.6%  |
| 秋になり、大学の推薦入試を受けたヒロは面接官を務めた教授から合格のお墨付きをもらい有頂天になる。一方萌香は勇気を出して辰巳に胸の手術痕を見せるが拒絶され、兄から話を聞いたヒロは彼女を想って涙する。その頃、慕っていた兄貴分に裏切られた五郎はアリサの為に堅気になる事を考え、いらなくなった拳銃をデクに譲る。仲間内で集まると勤は瞳の子の父親になること、五郎はアリサと結婚することを伝え、ヒロも改めて萌香に告白する。萌香は「ありがとう」と答えるが彼女は密かに母親になることを願い、子持ちの独身主治医との結婚を考えていた。 |                            |            |            |        |
| 第7話 | 友達の死                   | 11月24日   | 吉田健     | 21.3%  |
| ヒロは、萌香が主治医の家で暮らし始めたと知って考え直すよう電話で説得するが、彼女の気持ちは変わらない。アリサに恋愛相談したヒロは、「あなたが告白してくれたから萌香は“恋愛はもう十分”って思ったのかも」と助言される。五郎は順平と和解した後堅気の仕事を見つけるが、兄貴分と共に組織を裏切っていた彼は組織の恨みを買っていた。五郎は自宅前で組員に命を狙われるが、偶然居合わせたアリサが彼をかばって死んでしまう。仲間と共にアリサの葬儀に参列したヒロは、その帰り際萌香と再会するが彼女の幸せのため気持ちを抑えてその場を去っていく。 |                            |            |            |        |
| 第8話 | 真夜中の逃亡者             | 12月01日   | 加藤浩丈   | 23.2%  |
| 秋が深まる頃、ヒロのもとに大学の不合格通知が届くが、高校教師の裏切りによる推薦取り下げの事実を知り激昂する。実家にお金が必要と知ったデクがヒロ・順平との外出時に、持っていた拳銃で意図せず銀行強盗傷害事件を起こしてしまう。3人は隠れ家に逃げ込むが、ニュースで「3人の未成年による重大事件」として報じられ、社会の注目を集め始める。順平は自首を提案するが、障害者のデクが一生病院暮らしになることを恐れたヒロは逃亡を決意する。さらに話を聞いた五郎、勤、瞳そして萌香も、それぞれが抱える悩みや様々な事情が引き金となって逃亡に加わることに。その夜密かに7人の若者たちを乗せた夜行列車は東京を後にし、北へと走り出す。 |                            |            |            |        |
| 第9話 | 傷ついた戦士たち           | 12月08日   | 金子与志一 | 19.3%  |
| 東北のとある山村にたどり着いたヒロたちは廃校で逃亡生活を送り、いつしか12月を迎えていた。しかし瞳に早産の兆候が現れると、警察に捕まる不安から勤が正気を失い、ヒロたち相手にトラブルを起こす。瞳のため萌香は東京の友人に頼んで点滴を持ってきてもらうが、友人はテレビ局の関係者だった。勤が口にした社会への不満が萌香の友人に隠し撮りされ、翌日のワイドショーで“強盗犯のインタビュー”として流される。番組と電話で会話したヒロは、「俺たちを誰かと比べたり、価値観を押し付けないでほしい」と訴える。その後勤は瞳の産んだ赤ん坊を抱いて涙を流すが、逃亡に疲れた順平は東京に向かう。 |                            |            |            |        |
| 第10話 | 愛と哀しみのクリスマス     | 12月15日   | 吉田健     | 20.7%  |
| 12月下旬、父からの電話で「デクを病院に入れない」と約束されたヒロは、デクとの自首を決意する。隠れ家に戻った順平は、加代子に連絡したことが仇となり刑事に捕まってしまう。警察がヒロたちの潜伏先を突き止めた頃、先日の父の約束が嘘だと知った彼は自首を取りやめる。12月24日、知らぬ間に校庭に機動隊がいるのを見つけたヒロは銃で威嚇した後、仲間とバリケードを築く。仲間たちとクリスマスを祝ったヒロは、その夜萌香の告白を受けて彼女と初めて一つになる。しかし翌朝、機動隊に銃を向けた五郎が狙撃手に撃たれ、それを合図にヒロたちは機動隊の突撃を受け、報道陣のカメラの前で拘束されてしまう。 |                            |            |            |        |
| 最終話 | イエスタディ・ワンス・モア | 12月22日   | 吉田健     | 21.4%  |
| しかしその後、ヒロを移送中の護送車が事故を起こし、彼はそのすきに手錠をしたまま逃走する。東京に戻ったヒロは萌香の友人宅で彼女と再会するが、デクが警察病院に入院したことを知らされる。ヒロは直後に現れた刑事に銃を向けられると、萌香が身を挺して彼を逃がすが彼女はそのまま意識を失う。デクの病室に侵入したヒロは一緒に逃げるよう説得するが、デクは自分の意志で残ることを告げる。その夜、加代子との電話で萌香の突然の死を告げられたヒロは、悲しみに打ちひしがれる。翌朝、登校した加代子たち生徒は校舎屋上にいるヒロを見つけて騒ぎとなり、教師、テレビカメラ、刑事たちも集まってくる。萌香やデクの生き方から自己を省みたヒロは、「精一杯生きることの大切さ」、「自分と他人を比べることの無意味さ」を語る。警察に拘束されながらもヒロは「俺らと同じくデクにも裁判を！」と訴えると、その訴えは若者たちの間でやがて大きな流れとなる。後日裁判に出廷したヒロたちはデクと再会し、裁判官の「静粛に！」の言葉も聞かず、喜びを分かち合うのだった。 |                            |            |            |        |

- 平均視聴率 20.05%（視聴率は関東地区・ビデオリサーチ社調べ）

## 受賞歴
- 第7回ザテレビジョンドラマアカデミー賞[9][10]
  - 最優秀作品賞
  - 主演男優賞（いしだ壱成）
  - 助演男優賞（香取慎吾）
  - 主題歌賞（カーペンターズ）
  - 脚本賞（野島伸司）
  - キャスティング賞
- 第5回TVLIFEドラマ大賞[11]
  - 助演男優賞（香取慎吾）
  - 脚本賞（野島伸司）

## エピソード
- 出演者のいしだ（本放送当時20歳）・香取（同18歳）・反町（同21歳）・河相（同20歳）・北原（同18歳）らは、年齢的に同世代だった事もあって撮影当初から意気投合するなど非常に仲良く、撮影の合間でも楽屋のモニターにセガサターンを繋げて収録シーンが撮り終わるたびに全員が楽屋で3D格闘ゲーム「バーチャファイター」の対戦で盛り上がっていたと、後年いしだがブラックマヨネーズのトーク番組『ブラマヨとゆかいな仲間たち アツアツっ!』（テレビ朝日）にゲスト出演した際に語っている。
- 構成作家のおちまさとはこのドラマの大ファンで、最終話でのいしだが屋上から叫ぶシーンを見て、｢これを普通の人間がやったらどうなるか?」と考えたことがきっかけで、『学校へ行こう!』（TBS）の人気コーナー｢未成年の主張」が誕生した。尚、2024年6月28日放送の『それSnow Manにやらせて下さい 伝説の番組とコラボSP』のリメイク企画にて主演のいしだ本人が出演しており、未成年の再放送を訴えかけるものの、Snow Manに取り押さえられてしまう。
- 2013年12月24日放送の『さんま&SMAP!美女と野獣のクリスマススペシャル』（日本テレビ）でいしだと香取が再会した時に、第1話で両者が五郎に連れて行かれたソープランドで火事に遭遇するシーンで、裸にタオル1枚で逃げる時にいしだがよろけて局部が映ったままオンエアされた事を明かしていた。尚両者は久々にテレビで共演出来たという事に感激し、お互い強く抱擁し合った。
- 2014年10月20日放送の『クイズ☆アナタの記憶』にいしだと北原、遠野が解答者として出演。出題映像として過去の名シーンの一部が放送されると同時に、最終問題でいしだが最終回の屋上から叫ぶシーンの台詞を覚えているかの問題が出題された。
- 2019年12月20日放送の『今夜解禁!ザ・因縁』にて、遠野なぎこの因縁の相手として2018年11月12日に酒気帯び運転の容疑で逮捕され、共演者だった北原雅樹との激論を交わしており、遠野は涙ながらに北原に叱責した。
- 主演のいしだ壱成は、後に最終回ラストシーンを再演している。[12]
- デクが撃った銀行員の名前である、熊沢慎二は、「ひとつ屋根の下」で、中丸新将が演ずる弁護士の名前と同じである。（脚本は本作と同じ野島伸司）
- このドラマの影響で、加代子役の遠野凪子は、体調を壊し、1998年まで芸能活動を休止していた。

## 最終回ラストシーンについて
最終回では、萌香（桜井幸子）が死んだという設定であったが、最終回ラストシーンで、ヒロ達五人が裁判所で裁判を受けているシーンで、萌香と思われる女性が傍聴席に座っていた。（武郎の横に座っている女性。）また、５人の裁判のラストにお尻を出すシーンがあるが、そのシーンでカメラを持った萌香が写真を撮っているシーンがあり、萌香は生きているのか、亡くなったのか不明である。（ただし、幽霊的描写である。）
いしだ壱成、北原雅樹は、youtubeの対談にて、最終回ラストシーンはファンタジーではないかと語っている。

## 関連商品
- 未成年（1995年12月1日、幻冬舎、ISBN 487728091X / ISBN 978-4877280918 野島伸司）
- 未成年/オリジナル・サウンドトラック（1995年12月10日、ポリドール、POCP-7110）
- 未成年 VHSソフトVol.1 〜 Vol.4（1996年、ビクターエンタテインメント、TVE-132 〜 TVE-135）
- 未成年DVD-BOX(4枚組)（2003年6月26日、ハピネットピクチャーズ、BBBJ-9055）[15]